# Elecciones federales de México de 1828
Las elecciones federales de México de 1828 se llevaron a cabo el 1 de septiembre de 1828. En ellas se eligieron los siguientes cargos de elección indirecta :
- Presidente de la República. Jefe de Estado y de Gobierno, electo para el cuatrienio 1829-1833, sin posibilidad de reelección inmediata. El candidato electo fue Manuel Gómez Pedraza.

- Vicepresidente de la República. Substituto constitucional del Presidente, electo para el mismo periodo. Electo para este cargo quien obtuviera el segundo lugar en la elección. El candidato electo fue Vicente Guerrero.

Sin embargo, el Congreso de la Unión, presionado por los partidarios de Guerrero, decidió anular las elecciones y designar el 12 de enero de 1829 como Presidente de la República a Vicente Guerrero y como Vicepresidente a Anastasio Bustamante.

## Resultados electorales
|  | 30.6 % |

|  | 25.0 % |

|  | 16.7 % |

|  | 5.6 % |

|  | 5.6 % |

|  | 5.6 % |

|  | 89.47 % |

|  | 100.00 % |

|  | 0.00 % |